# Last Train to Lhasa
Last Train to Lhasa (с англ. — «Последний поезд на Лхасу») — двойной студийный альбом британского музыканта Banco de Gaia (Тоби Маркса), выпущенный в 1995 году.

## Об альбоме
«Last Train to Lhasa» представляет собой переплетение восточных ритмов и звуков футуристического синтезатора. По оценке рецензента портала Allmusic, семплирование получилось у Banco de Gaia достаточно убедительно как на быстрых, так и на эмбиент треках, за исключением нескольких «разбавленных битов» (англ. watered-down beats).
«Last Train to Lhasa» считается концептуальным альбомом Тоби Маркса, которым он выразил свою обеспокоенность происходящими в Тибете событиями после присоединения его к КНР в 1951 году, в частности торгово-коммерческим вторжением китайских торговцев, стремящихся заполонить весь Тибет. Он недвусмысленно заявил, что осуждает Китай за «оккупацию Тибета и то, как он обходится с тибетцами», и высказывается об этом в радикальных выражениях:

Китайцы были очень грубыми в том, как они захватили власть над Тибетом: устраивая пытки, убивая, уничтожая культуру. <…> В наши дни нет причин позволять этому происходить, весь остальной мир может остановить это. Хотя никто не будет этого делать, потому что Китай это большой торговый рынок, и это является прекрасным примером того, как работают сегодня правительства.Оригинальный текст (англ.) The Chinese have been very brutal about the way they've gained control of Tibet: torturing, killing, destroying the culture. <...> In this day and age there's no reason this should be allowed to happen, th rest of the world can stop it. They won't, though, because China is such a big trade market, which is a perfect example of the way goverments work these days.

## Список композиций

### Диск 1
1. «Last Train to Lhasa» — 11:44
2. «Kuos» — 6:56
3. «China (Clouds Not Mountains)» — 7:30
4. «Amber» — 7:34
5. «Kincajou» — 6:48
6. «White Paint» — 6:05
7. «887 (Structure)» — 14:17

### Диск 2
1. «Kuos (Gnomes Mix)» — 11:19
2. «Kincajou (Duck! Asteroid)» — 36:09
3. «Eagle (Small Steppa Mix)» — 12:33